# Radosław Kaim
Radosław Sebastian Kaim (ur. 7 października 1973) – polski aktor, laureat nagrody na FPFF za debiut aktorski w 2003 roku.

## Filmografia
- Klan (1997) jako Pieracki, piłkarz (gościnnie)
- Na dobre i na złe (1999–2007) jako Waldek Stefaniak (131) (gościnnie)
- Egoiści (2000) jako Grzesiek
- Jak to się robi z dziewczynami (2002) jako Bogo
- Miss mokrego podkoszulka (2002) jako Wojtek
- Czego się boją faceci, czyli seks w mniejszym mieście (2003-2005) jako Jarosław (gościnnie)
- Show (2003) jako Żołnierz
- Pierwsza miłość (2004-2007) jako Dariusz, lekarz w Gminnym Ośrodku Zdrowia w Wadlewie (gościnnie)
- Camera Café (2004) jako "Ptyś" (gościnnie)
- Kryminalni (2004) jako strażak z Karczewa (odc. 7)
- Wschodnie obietnice (Eastern Promises, 2007) jako Kelner
- Polak potrzebny od zaraz (It's a Free World..., 2007) jako Jan
- Londyńczycy (2008) jako polski robotnik (odc. 10)
- Londyńczycy 2 (2009) jako polski robotnik (odc. 9)
- 303. Bitwa o Anglię (2018) jako Zdzisław ,,Król'' Krasnodębski